# Numero complesso iperbolico
In matematica, i numeri complessi iperbolici (o numeri complessi spezzati) sono un'estensione dei numeri reali, ottenuta aggiungendo ad essi un elemento non reale, usualmente indicato con il simbolo {\displaystyle \varepsilon }, e detto unità immaginaria iperbolica, il cui quadrato è uguale a {\displaystyle 1}. I numeri complessi iperbolici presentano numerose analogie con gli ordinari numeri complessi; a differenza di questi, però, non costituiscono un campo, ma solamente un anello. 
I numeri complessi iperbolici furono introdotti nel 1848 da James Cockle, e utilizzati da William Clifford per rappresentare la somma di rotazioni. A partire dal XX secolo sono stati utilizzati per rappresentare le trasformazioni di Lorentz all'interno della relatività ristretta. 

## Algebra dei complessi iperbolici
Un numero complesso iperbolico può essere espresso nella forma:
{\displaystyle z=a+b\varepsilon },
dove {\displaystyle a} e {\displaystyle b} sono numeri reali, e vale la relazione:
{\displaystyle \varepsilon ^{2}=1}.
Sui numeri complessi è possibile eseguire le normali operazioni algebriche, considerando {\displaystyle \varepsilon } come una variabile, e avendo cura di eseguire la sostituzione {\displaystyle \varepsilon ^{2}=1} (o, più in generale, {\displaystyle \varepsilon ^{2n}=1} per ogni potenza pari dell'unità immaginaria iperbolica, e {\displaystyle \varepsilon ^{2n+1}=\varepsilon } per ogni potenza dispari). È quindi possibile calcolare la somma e il prodotto di due numeri complessi iperbolici {\displaystyle z_{1}=a_{1}+b_{1}\varepsilon } e {\displaystyle z_{2}=a_{2}+b_{2}\varepsilon }:
{\displaystyle {\begin{matrix}z_{1}+z_{2}&=&(a_{1}+a_{2})+(b_{1}+b_{2})\varepsilon \\z_{1}z_{2}&=&(a_{1}a_{2}+b_{1}b_{2})+(a_{1}b_{2}+a_{2}b_{1})\varepsilon \\\end{matrix}}}
L'inverso moltiplicativo del numero {\displaystyle a+b\varepsilon } è:
{\displaystyle \left(a+b\varepsilon \right)^{-1}={\frac {a-b\varepsilon }{a^{2}-b^{2}}}},
ed è definito solamente se {\displaystyle a^{2}-b^{2}\neq 0}, per cui i numeri complessi iperbolici non formano un campo.

### I complessi iperbolici come anello quoziente
È possibile definire i numeri iperbolici come gli elementi dell'anello quoziente
{\displaystyle {\frac {\mathbb {R} [X]}{(X^{2}-1)}}},
dove {\displaystyle \mathbb {R} [X]} è l'anello dei polinomi in una variabile a coefficienti reali, e in {\displaystyle (X^{2}-1)} è l'ideale generato dal polinomio {\displaystyle X^{2}-1}. Questo ideale non è massimale, perché è contenuto nei due ideali {\displaystyle (X-1)} e {\displaystyle (X+1)}, pertanto l'anello dei numeri complessi iperbolici non è un campo. Inoltre, le operazioni di somma e prodotto sono continue rispetto all'usuale topologia del piano, per cui l'anello è anche un anello topologico.
Definendo l'operazione di prodotto per uno scalare {\displaystyle \alpha \in \mathbb {R} }:
{\displaystyle \alpha (a+b\varepsilon )=\alpha a+\alpha b\varepsilon },
i numeri complessi iperbolici formano una algebra associativa e commutativa dotata di unità, di dimensione {\displaystyle 2}. Questa algebra è anche un'algebra di Clifford, dotata di una forma quadratica definita positiva.

## Metrica
I numeri iperbolici complessi possono essere rappresentati sul piano reale, analogamente agli usuali numeri complessi; questo piano tuttavia non possiede la metrica euclidea: definiamo il coniugato del numero {\displaystyle z=x+y\varepsilon } come {\displaystyle z^{*}=x-y\varepsilon }. Il modulo di un numero complesso iperbolico è allora definito come:
{\displaystyle |z|=zz^{*}=x^{2}-y^{2}}.
La metrica così definita ha segnatura {\displaystyle (1,-1)} e dota i numeri complessi iperbolici della struttura di spazio di Minkowski, ed è conservata dalla moltiplicazione:
{\displaystyle \lVert zw\rVert =\lVert z\rVert \lVert w\rVert .}.
È anche possibile definire un equivalente della formula di Eulero:
{\displaystyle \exp(\varepsilon \theta )=\cosh(\theta )+\varepsilon \sinh(\theta )}.
I numeri della forma {\displaystyle \exp(\varepsilon \theta )} hanno modulo uguale a {\displaystyle 1} secondo la metrica appena definita, e giacciono sull'iperbole equilatera di equazione:
{\displaystyle x^{2}-y^{2}=1}.
Questa iperbole svolge sul piano iperbolico un ruolo analogo a quello della circonferenza unitaria sul piano complesso. La moltiplicazione per {\displaystyle \exp(\varepsilon \theta )} conserva la norma, e corrisponde ad una rotazione iperbolica, ovvero ad una trasformazione di Lorentz.
È anche possibile definire il prodotto scalare come:
{\displaystyle \left\langle z_{1},z_{2}\right\rangle =\left\langle a_{1}+b_{1}\varepsilon ,a_{2}+b_{2}\varepsilon \right\rangle =\mathrm {Re} \left(z_{1}z_{2}^{*}\right)=\mathrm {Re} \left(z_{1}^{*}z_{2}\right)=a_{1}a_{2}-b_{1}b_{2}}.

## Rappresentazione matriciale
Le proprietà algebriche dell'unita immaginaria {\displaystyle \varepsilon } sono esprimibili dalla matrice:
{\displaystyle {\begin{pmatrix}0&1\\1&0\end{pmatrix}}.}
In generale, il numero complesso iperbolico {\displaystyle a+b\varepsilon } è rappresentato dalla matrice
{\displaystyle {\begin{pmatrix}a&b\\b&a\end{pmatrix}}.}
Le usuali operazioni di somma e moltiplicazione tra matrici coincidono con la somma e il prodotto definiti sopra. L'operazione di coniugazione corrisponde alla moltiplicazione da ambo i lati per la matrice:
{\displaystyle {\begin{pmatrix}1&0\\0&-1\end{pmatrix}}}.
La rotazione iperbolica corrisponde alla moltiplicazione per la matrice:
{\displaystyle {\begin{pmatrix}\cosh \theta &\sinh \theta \\\sinh \theta &\cosh \theta \end{pmatrix}}.}

## La base diagonale
L'unità reale {\displaystyle 1} e quella immaginaria {\displaystyle \varepsilon } costituiscono una base per il piano complesso iperbolico; è possibile tuttavia utilizzare altre basi mediante opportuni cambi di coordinate. Una base particolarmente utilizzata è quella costituita dai due elementi idempotenti non banali:
{\displaystyle {\begin{matrix}e&=&{\frac {1-\varepsilon }{2}}\\e^{*}&=&{\frac {1+\varepsilon }{2}}\end{matrix}}}
La base formata da {\displaystyle e} ed {\displaystyle e^{*}} è detta base diagonale o base nulla, in quanto i suoi componenti hanno modulo nullo. La trasformazione delle coordinate da una base all'altra è data dalla seguente formula:
{\displaystyle z=a+b\varepsilon =(a-b)e+(a+b)e^{*}}.
Alcune operazioni tra numeri complessi iperbolici hanno una espressione molto più semplice nella base diagonale; dati i numeri {\displaystyle z_{1}=x_{1}e+y_{1}e^{*}} e {\displaystyle z_{2}=x_{2}e+y_{2}e^{*}} valgono le seguenti:
- moltiplicazione: {\displaystyle z_{1}z_{2}=(x_{1}x_{2})e+(y_{1}y_{2})e^{*}};
- coniugazione: {\displaystyle z_{1}^{*}=y_{1}e+x_{1}e^{*}};
- modulo: {\displaystyle \lVert z_{1}\rVert =x_{1}y_{1}}.